# Касінка-Мала
Касінка-Мала (пол. Kasinka Mała) — село в Польщі, у гміні Мшана-Дольна Лімановського повіту Малопольського воєводства.
Населення — 3504 особи (2011).
У 1975-1998 роках село належало до Новосондецького воєводства.

## Демографія
Демографічна структура станом на 31 березня 2011 року:
|          | Загалом | Допрацездатний вік | Працездатний вік | Постпрацездатний вік |
| -------- | ------- | ------------------ | ---------------- | -------------------- |
| Чоловіки | 1799    | 523                | 1108             | 168                  |
| Жінки    | 1705    | 464                | 944              | 297                  |
| Разом    | 3504    | 987                | 2052             | 465                  |